# 本応寺 (川越市)
本応寺（ほんのうじ）は、埼玉県川越市石原町にある日蓮宗の寺院。山号は長久山。市内下広谷には別院もある。旧本山は総本山甲斐の身延山久遠寺、潮師法縁。境内には高山繁文（俳人、川越城主秋元喬知の家臣）の墓所がある（埼玉県指定旧跡）。

## 歴史
- 寛永3年（1626年）谷中感応寺の日長を勧請開山に日春（明暦3年（1657年）没）が創建した。安永9年（1780年）火災で多くの古記録を焼失した。

## 伽藍
- 本堂
- 楼門
- 一切経蔵

## 旧末寺
日蓮宗は昭和16年に本末を解体したため、現在では、旧本山、旧末寺と呼びならわしている。
- 東西山圓眞教会(川越市石原町)塔頭

## 参考資料
- 日蓮宗寺院大鑑編集委員会『宗祖第七百遠忌記念出版 日蓮宗寺院大鑑』大本山池上本門寺 (1981年)
- 中外日報 2014年7月30日
- 「小久保村 本應寺」『新編武蔵風土記稿』 巻ノ168入間郡ノ13、内務省地理局、1884年6月。NDLJP:764003/12。

## 関連資料
- 日蓮宗新聞 2015年2月20日